# Jessika Ponchet
Jessika Ponchet (Bayonne, 26 settembre 1996) è una tennista francese.

## Carriera
In carriera si è aggiudicata 10 titoli in singolare e 14 in doppio nel circuito ITF. In singolare ha raggiunto la 104ª posizione il 9 settembre 2024, mentre in doppio la 101ª il 28 novembre 2022.

## Circuito WTA 125

### Doppio

#### Vittorie (1)
| N. | Data            | Torneo               | Superficie  | Compagna     | Avversarie in finale             | Punteggio   |
| 1. | 15 ottobre 2023 | Open de Rouen, Rouen | Cemento (i) | Maia Lumsden | Anna Bondár Kimberley Zimmermann | 6-3, 7-6(4) |

#### Sconfitte (3)
| N. | Data             | Torneo                                  | Superficie  | Compagna        | Avversarie in finale            | Punteggio   |
| 1. | 1º febbraio 2020 | Newport Beach Challenger, Newport Beach | Cemento     | Marie Benoît    | Hayley Carter Luisa Stefani     | 1-6, 3-6    |
| 2. | 19 dicembre 2021 | Open de Limoges, Limoges                | Cemento (i) | Estelle Cascino | Monica Niculescu Vera Zvonarëva | 4-6, 4-6    |
| 3. | 8 maggio 2022    | Open 35 de Saint-Malo, Saint-Malo       | Terra rossa | Estelle Cascino | Eri Hozumi Makoto Ninomiya      | 6(1)-7, 1-6 |

## Statistiche ITF

### Singolare

#### Vittorie (10)
| Torneo $100.000 (0) |
| Torneo $80.000 (1)  |
| Torneo $75.000 (0)  |
| Torneo $60.000 (1)  |
| Torneo $50.000 (0)  |
| Torneo $40.000 (1)  |
| Torneo $25.000 (4)  |
| Torneo $15.000 (0)  |
| Torneo $10.000 (3)  |

| N.  | Data              | Torneo                                                     | Superficie  | Avversaria in finale      | Punteggio        |
| 1.  | 9 luglio 2016     | ITF Women's Circuit Getxo, Getxo                           | Terra rossa | Ioana Loredana Roșca      | 4–6, 6–2, 6–1    |
| 2.  | 30 luglio 2016    | ITF Women's Circuit El Espinar, El Espinar                 | Cemento     | Rocío de la Torre Sánchez | 6–4, 6–2         |
| 3.  | 20 novembre 2016  | ITF Women's Circuit Benicarló, Benicarló                   | Terra rossa | Amanda Carreras           | 6–0, 7–6(6)      |
| 4.  | 22 luglio 2018    | Figueira da Foz Ladies Open, Figueira da Foz               | Cemento     | Eva Guerrero Álvarez      | 7-6(4), 6–2      |
| 5.  | 24 febbraio 2019  | AEGON Pro Series Glasgow, Glasgow                          | Cemento (i) | Mariam Bolkvadze          | 6-3, 6-1         |
| 6.  | 12 settembre 2021 | Leiria Women's Tour, Leiria                                | Cemento     | Anastasia Kulikova        | 7-6(3), 6-0      |
| 7.  | 24 luglio 2022    | Open Araba en Femenino, Vitoria                            | Cemento     | Jenny Dürst               | 6-4, 7-5         |
| 8.  | 11 settembre 2022 | Open Féminin de Saint-Palais-sur-Mer, Saint-Palais-sur-Mer | Terra rossa | Séléna Janicijevic        | 6-1, 6-4         |
| 9.  | 26 febbraio 2023  | Engie Open de Mâcon, Mâcon                                 | Cemento (i) | Yanina Wickmayer          | 6-3, 2-6, 6-4    |
| 10. | 29 ottobre 2023   | Internationaux Féminins de la Vienne, Poitiers             | Cemento (i) | Anna-Lena Friedsam        | 3-6, 6-3, 7-6(2) |

#### Sconfitte (9)
| Torneo $100.000 (2) |
| Torneo $80.000 (0)  |
| Torneo $75.000 (0)  |
| Torneo $60.000 (1)  |
| Torneo $50.000 (0)  |
| Torneo $40.000 (0)  |
| Torneo $25.000 (3)  |
| Torneo $15.000 (0)  |
| Torneo $10.000 (3)  |

| N. | Data             | Torneo                                                           | Superficie  | Avversaria in finale    | Punteggio        |
| 1. | 18 ottobre 2015  | ITF Women's Circuit Port El Kantaoui, Port El Kantaoui           | Cemento     | Valerija Strachova      | 2-6, 3-6         |
| 2. | 15 maggio 2016   | Torneo Internacional De Tenis Femenino Conchita Martinez, Monzón | Cemento     | Marie Bouzková          | 4-6, 4-6         |
| 3. | 13 novembre 2016 | Circuito WTA Costa Azahar Vinaròs, Vinaròs                       | Terra rossa | Andrea Gámiz            | 6-1, 1-6, 4-6    |
| 4. | 1º marzo 2020    | Open GDF SUEZ de la Ville de Macon, Mâcon                        | Cemento (i) | Océane Dodin            | 6-3, 1-6, 3-6    |
| 5. | 20 giugno 2021   | Figueira da Foz International Ladies Open, Figueira da Foz       | Cemento     | Tessah Andrianjafitrimo | 7-6(3), 1-6, 0-6 |
| 6. | 3 luglio 2022    | Open Generali Ciudad de Palma de Río, Palma del Río              | Cemento     | Marina Bassols Ribera   | 7-5, 4-6, 3-6    |
| 7. | 23 luglio 2023   | Open Araba en Femenino, Vitoria                                  | Cemento     | Darija Snihur           | 6-3, 4-6, 1-6    |
| 8. | 4 febbraio 2024  | Engie Open Andrézieux-Bouthéon 42, Andrézieux-Bouthéon           | Cemento (i) | Yuriko Miyazaki         | 6-3, 4-6, 1-6    |
| 9. | 22 giugno 2024   | Ilkley Trophy, Ilkley                                            | Erba        | Rebecca Marino          | 6-4, 1-6, 4-6    |

### Doppio

#### Vittorie (14)
| Torneo $100.000 (1) |
| Torneo $80.000 (1)  |
| Torneo $75.000 (0)  |
| Torneo $60.000 (7)  |
| Torneo $50.000 (0)  |
| Torneo $40.000 (0)  |
| Torneo $25.000 (2)  |
| Torneo $15.000 (0)  |
| Torneo $10.000 (3)  |

| N.  | Data              | Torneo                                                                          | Superficie      | Compagna               | Avversarie in finale                        | Punteggio              |
| 1.  | 11 marzo 2014     | Open GDF SUEZ de Gonesse, Gonesse                                               | Terra rossa (i) | Karolína Stuchlá       | Carolin Daniels Lena-Marie Hofmann          | 6(4)–7, 6–3, [10–3]    |
| 2.  | 8 giugno 2016     | ITF Women's Circuit Madrid, Madrid                                              | Terra rossa     | Marina Šamajko         | Ainhoa Atucha Gómez María José Luque Moreno | 6–2, 6–3               |
| 3.  | 4 dicembre 2016   | ITF Women's Circuit Castellón de la Plana, Castellón de la Plana                | Terra rossa     | Laura Pigossi          | Arabela Fernández Rabener Isabelle Wallace  | 6–1, 6–3               |
| 4.  | 5 maggio 2019     | Torneig Internacional Els Gorchs, Les Franqueses del Vallès                     | Cemento         | Eden Silva             | Jodie Anna Burrage Olivia Nicholls          | 6–3, 6–4               |
| 5.  | 4 agosto 2019     | Fifth Third Bank Tennis Championships, Lexington                                | Cemento         | Robin Anderson         | Ann Li Jamie Loeb                           | 7-6(4), 6(5)-7, [10-7] |
| 6.  | 28 settembre 2019 | Oeste Ladies Open, Caldas da Rainha                                             | Cemento         | Isabella Šinikova      | Anna Danilina Vivian Heisen                 | 6-1, 6-3               |
| 7.  | 2 novembre 2019   | Tevlin Women's Challenger, Toronto                                              | Cemento (i)     | Robin Anderson         | Mélodie Collard Leylah Annie Fernandez      | 7-6(7), 6-2            |
| 8.  | 17 ottobre 2020   | Open Feminin 50, Cherbourg-en-Cotentin                                          | Cemento (i)     | Robin Anderson         | Harriet Dart Sarah Beth Grey                | 4-6, 6-4, [10-8]       |
| 9.  | 15 maggio 2021    | Open International Féminin Midi-Pyrénées Saint-Gaudens Comminges, Saint-Gaudens | Terra rossa     | Estelle Cascino        | Eden Silva Kimberley Zimmermann             | 0-6, 7-5, [10-7]       |
| 10. | 6 novembre 2021   | Engie Open Nantes Atlantique, Nantes                                            | Cemento (i)     | Samantha Murray Sharan | Alicia Barnett Olivia Nicholls              | 6-4, 6-2               |
| 11. | 29 gennaio 2022   | Open Andrézieux-Bouthéon 42, Andrézieux-Bouthéon                                | Cemento (i)     | Estelle Cascino        | Alicia Barnett Olivia Nicholls              | 6-4, 6-1               |
| 12. | 23 aprile 2022    | Magic Tours, Monastir                                                           | Cemento         | Estelle Cascino        | Polina Kudermetova Sof'ja Lansere           | 6-0, 4-6, [10-7]       |
| 13. | 9 settembre 2023  | Ando Securities Open, Tokyo                                                     | Cemento         | Bibiane Schoofs        | Alicia Barnett Olivia Nicholls              | 4-6, 6-1, [10-7]       |
| 14. | 29 ottobre 2023   | Internationaux Féminins de la Vienne, Poitiers                                  | Cemento (i)     | Bibiane Schoofs        | Ekaterina Maklakova Elena Pridankina        | 7-5, 6-4               |

#### Sconfitte (11)
| Torneo $100.000 (1) |
| Torneo $80.000 (1)  |
| Torneo $75.000 (0)  |
| Torneo $60.000 (3)  |
| Torneo $50.000 (0)  |
| Torneo $40.000 (0)  |
| Torneo $25.000 (3)  |
| Torneo $15.000 (1)  |
| Torneo $10.000 (2)  |

| N.  | Data            | Torneo                                         | Superficie  | Compagna             | Avversarie in finale                      | Punteggio   |
| 1.  | 9 luglio 2016   | Torneo Internacional de Tenis de Getxo, Getxo  | Terra rossa | Carla Lucero         | Oleksandra Karašvili Ioana Loredana Roșca | 0–6, 3–6    |
| 2.  | 30 luglio 2016  | Open Castilla y León, El Espinar               | Cemento     | Ioana Loredana Roșca | Charlotte Roemer Sarah-Rebecca Sekulic    | 2–6, 6(4)–7 |
| 3.  | 21 aprile 2017  | Hammamet Open, Hammamet                        | Terra rossa | Manon Arcangioli     | Gabriela Cé Andrea Gámiz                  | 1-6, 2-6    |
| 4.  | 21 aprile 2018  | Óbidos Ladies Open, Óbidos                     | Sintetico   | Ganna Poznichirenko  | Sarah Beth Grey Olivia Nicholls           | 2–6, 1–6    |
| 5.  | 22 luglio 2018  | Figueira da Foz Ladies Open, Figueira da Foz   | Terra rossa | Svjatlana Piraženka  | Yvonne Cavallé Reimers Andrea Gámiz       | 2-6, 5-7    |
| 6.  | 16 aprile 2022  | Ladies Open de Calvi Eaux de Zilia, Calvi      | Cemento     | Estelle Cascino      | Sof'ja Lansere Valerija Strachova         | 4-6, 6(5)-7 |
| 7.  | 30 ottobre 2022 | Internationaux Féminins de la Vienne, Poitiers | Cemento (i) | Renata Voráčová      | Miriam Kolodziejová Markéta Vondroušová   | 4-6, 3-6    |
| 8.  | 6 novembre 2022 | GB Pro-Series Shrewsbury, Shrewsbury           | Cemento (i) | Renata Voráčová      | Miriam Kolodziejová Markéta Vondroušová   | 6(4)-7, 2-6 |
| 9.  | 30 marzo 2024   | Open de Seine-et-Marne, Croissy-Beaubourg      | Cemento (i) | Maia Lumsden         | Estelle Cascino Alex Eala                 | 5-7, 6(4)-7 |
| 10. | 8 marzo 2025    | Empire Women's Indoor, Trnava                  | Cemento (i) | Magali Kempen        | Isabelle Haverlag Elena Pridankina        | 2-6, 3-6    |
| 11. | 22 marzo 2025   | i-Vent Brankit Open, Maribor                   | Cemento (i) | Lily Miyazaki        | Julie Belgraver Urszula Radwańska         | 1-6, 4-6    |